# اچ‌ام‌اس وستکات (دی۴۷)
اچ‌ام‌اس وستکات (دی۴۷) (به انگلیسی: HMS Westcott (D47)) یک کشتی بود که طول آن ۳۱۲ فوت (۹۵٫۱ متر) بود. این کشتی در سال ۱۹۱۷ ساخته شد.